# Liste der türkischen Botschafter in Mali
Der Botschafter leitet die Botschaft in Bamako.
| Ernennung Akkreditierung | Botschafter            | Bemerkung | Ministerpräsident der Türkei | Premierminister von Mali | Posten verlassen |
| ------------------------ | ---------------------- | --------- | ---------------------------- | ------------------------ | ---------------- |
| 1. Feb. 2010             | Kemal Kaygisiz         |           | Recep Tayyip Erdoğan         | Modibo Sidibé            | 30. Apr. 2014    |
| 30. Apr. 2014            | Hikmet Renan Şekeroğlu |           | Ahmet Davutoğlu              | Moussa Mara              |                  |